# Distretto di Perené
Il distretto di Perené è uno dei sei distretti della provincia di Chanchamayo, in Perù. Si trova nella regione di Junín e si estende su una superficie di 1.224,16 chilometri quadrati.